# Feliniopsis phoenicolopha
Feliniopsis phoenicolopha là một loài bướm đêm trong họ Noctuidae.